# US 10
US 10, U.S. Route 10 — скоростная автомагистраль, проходящая по северной части США, протяжённостью 909,2 километра. Проходит по территории штатов Северная Дакота, Миннесота, Висконсин и Мичиган.